# 阪口直樹
阪口 直樹（さかぐち なおき、1943年2月9日- 2004年8月24日）は、中国現代文学研究者。

## 人物
大阪府生まれ。大阪市立大学卒業、同大学院博士課程中退。1998年「十五年戦争期の中国文学 国民党系文化潮流の視角から」で大阪市大文学博士。大阪教育大学助教授、同志社大学商学部助教授、教授、言語文化教育センター教授、外国語教育センター所長。長く中国文芸研究会の役員を務め、中心メンバーとしてその発展に尽力した。
2004年8月24日、胃がんにて死去。享年61。12月4日、同志社大学にて「阪口直樹先生を偲ぶ会」（中国文芸研究会主催）が開催される。

## 著書
- 『十五年戦争期の中国文学―国民党系文化潮流の立場から』（研文出版、1996年）
- 『戦前同志社の台湾留学生―キリスト教国際主義の源流をたどる』（白帝社、2002年）
- 『中国現代文学の系譜―革命と通俗をめぐって』（東方書店、2004年）

### 共著
- 『ケイコの中国リポート リスニング中心中級テキスト』王冬蘭共著　郁文堂 1998
- 『ストラクチャー 構造から学ぶ入門中国語』小池一郎、名和又介、楠原俊代共著　朝日出版社 2002

### 中国語訳
- 『十五年戰爭期的中國文學』宋宜靜譯　稻郷出版社 2001 文學叢書系列